# PnBロック
PnBロック（英語: PnB Rock、1991年12月9日 - 2022年9月12日）は、アメリカ合衆国のMC、歌手、ソングライター。本名は、ラキム・ハシーム・アレン（Rakim Hasheem Allen）。ペンシルベニア州フィラデルフィア出身。

## 経歴
2016年に発表した『Selfish』はBillboard Hot 100で51位を記録したほか、XXXテンタシオンのシングル『Changes』にボーカルを提供し、同チャートでトップ20以内に入っている。
2022年9月12日の13時15分、ロサンゼルスのマンチェスター通り沿いのRoscoe's House of Chicken and Wafflesで知り合いと会食中、強盗に銃撃され30歳で死去した。